# Irena Adamowicz

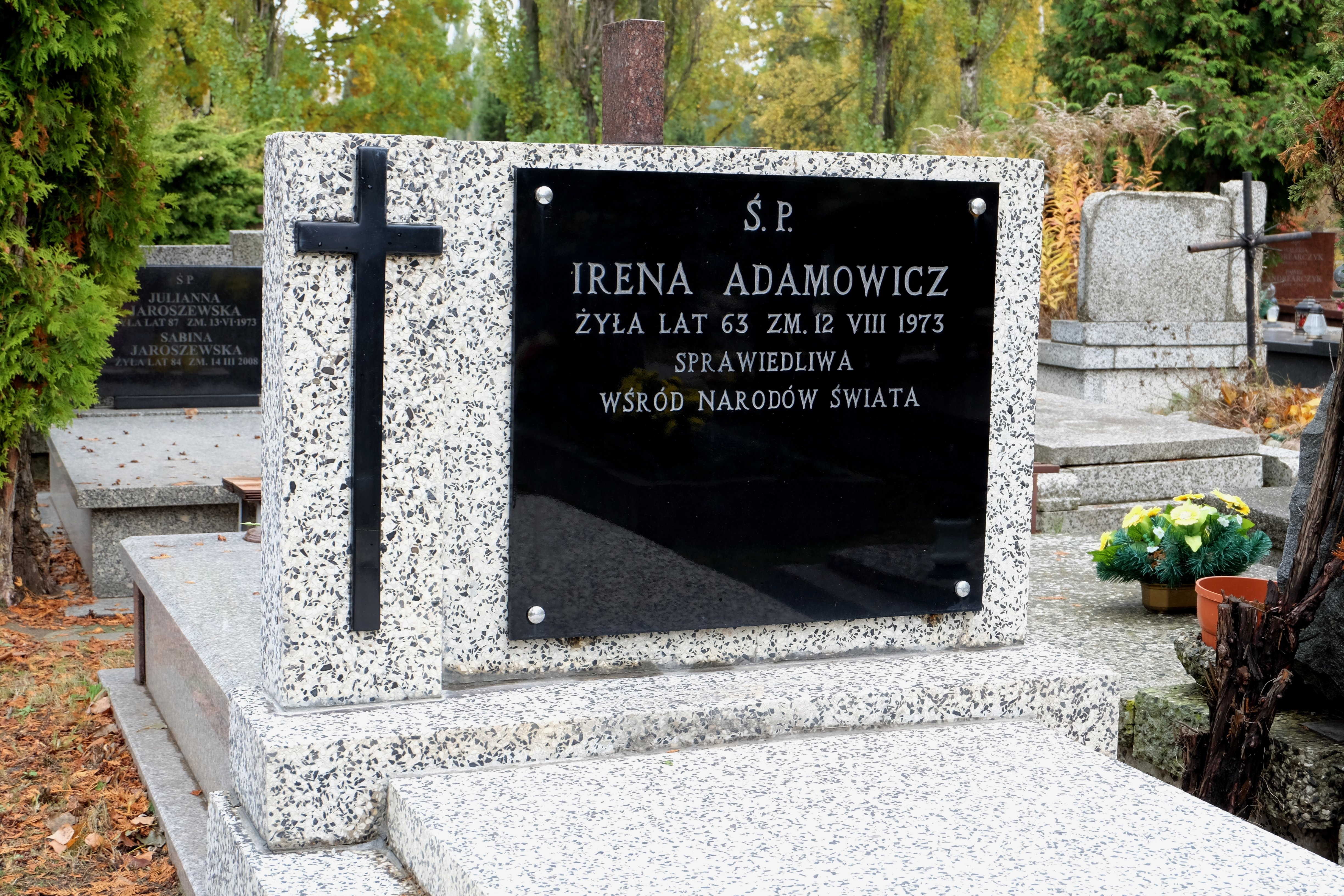
Grób Ireny Adamowicz na cmentarzu komunalnym Północnym w Warszawie

Irena Adamowicz (ur. 28 kwietnia?/11 maja 1910 w Petersburgu, zm. 12 sierpnia 1973 w Warszawie) – polska pedagożka, harcerka, jedna z naczelnych Związku Harcerstwa Polskiego oraz sprawiedliwa wśród Narodów Świata 

## Życiorys
Była córką inżyniera technologa Henryka i lekarki Stanisławy z Piekarskich. Maturę zdała w Gimnazjum Żeńskim im. Cecylii Plater-Zyberkówny w roku 1927. W latach 1928–1934 studiowała na Uniwersytecie Warszawskim, gdzie w czerwcu 1934 uzyskała tytuł magistra filozofii w zakresie pedagogiki ze specjalnością psychologii wychowawczej. W latach 1934–1935 uzupełniała studia na Studium pracy społeczno-oświatowej Wolnej Wszechnicy Polskiej i jednocześnie uczyła przedmiotów pedagogicznych w Seminarium dla wychowawczyń przedszkoli w Warszawie. W latach 1928–1934 pracowała jako kierowniczka świetlic dla dzieci i młodzieży a następnie w latach 1935–1941 jako opiekunka przyzakładowa, instruktorka szkolenia matek i kierowniczka działu wychowawczego w Domu Boduena w Warszawie. Przed II wojną światową była związana z żydowską organizacją Haszomer Hacair, działała w żeńskich władzach ZHP. 
Podczas okupacji hitlerowskiej, od 1941 do 1944 była lustratorką domów dziecka i młodzieży Wydziału Opieki Społecznej i Zdrowia Publicznego Zarządu miasta stołecznego Warszawy. Jako wizytator domów dziecka lub w przebraniu niemieckiej zakonnicy wielokrotnie przedostawała się do gett żydowskich m.in. w Wilnie, Kownie, Szawlach i Białymstoku, wielokrotnie do getta warszawskiego. Członek Armii Krajowej, była łączniczką między ŻOB a AK. Uczestniczyła w powstaniu warszawskim jako sanitariuszka. 
Po 1945 pracowała w Polskim Biurze Repatriacyjnym we Frankfurcie jako tłumaczka, następnie wizytator domów dziecka, a później pracowała w Bibliotece Narodowej. 
Zmarła w Warszawie, pochowana na cmentarzu komunalnym Północnym w Warszawie (kwatera E-IX-3-8-2).

## Ordery i odznaczenia
- Srebrny Krzyż Zasługi (11 lipca 1955)[5]
- Medal 10-lecia Polski Ludowej (19 stycznia 1955)[6]
- Medal Sprawiedliwy wśród Narodów Świata (1985)[7]

## Upamiętnienie
Życie i działalność Ireny Adamowicz przedstawiła Larissa Cain w swojej książce „Irena Adamowicz. Sprawiedliwa wśród Narodów Świata”.